# Petra Klabouchová
Petra Klabouchová (* 20. srpna 1980, Prachatice) je česká spisovatelka a novinářka. Působí také jako hudební manažerka nezávislých rockových umělců v Evropě a USA, kde se zabývá organizací živých koncertů a hudební produkcí.

## Život
Petra Klabouchová pochází z jihočeského Husince, dětství pak prožila na Šumavě, ve Vimperku. Po ukončení zdejšího gymnázia studovala na Masarykově univerzitě v Brně novinařinu, psychologii a mezinárodní vztahy.
Jako novinářka začala na postu redaktorky v regionálních denících vydavatelství Vltava Labe Press, později ze svých dlouhodobých pracovních pobytů v zahraničí, v Itálii, Holandsku, Švédsku a Kalifornii, přispívala jako externí redaktorka také pro časopis Glanc. V současné době její reportáže vycházejí v literárním časopise Host. Její knižní tvorba vychází v ČR u nakladatelského domu Albatros Media. Petra Klabouchová píše a publikuje také v italském jazyce u vydavatelství La Feltrinelli.
Mimo literární publikace se od roku 2004 věnuje práci v hudební oblasti. Zastupovala rockové skupiny Hollywood Vampires, S.E.X. Department a Rock N Roll Army při jejich koncertních turné po Evropě, USA a Japonsku, a podílela se na produkci jejich hudebních alb u Perris Records (USA, Texas) a v ČR u Popron Music.

## Knihy

### Knihy v českém jazyce
- Poslední kubánské pomeranče. [s.l.]: Kava-Pech, 2006. 132 s. Ilustrace Pavel Rak. ISBN 8085853876
- Upíří kronika 1 – Prokletí upírů. [s.l.]: nakladatelství Fragment, 2008. 224 s. ISBN 9788025305669
- Upíří kronika 2 – Cesta do minulosti. [s.l.]: nakladatelství Fragment, 2008. 216 s. ISBN 9788025307458
- Upíří storky: Prokletí upírů. [s.l.]: nakladatelství Fragment, 2014. 224 s. ISBN 9788025320389
- Upíří storky: Nebezpečná výprava. [s.l.]: nakladatelství Fragment, 2014. 224 s. ISBN 9788025320396
- Podvod zlatého faraona. [s.l.]: nakladatelství Albatros – XYZ, 2019. 408 s. ISBN 9788075974907
- Appetite for destruction. [s.l.]: RNR Army edice, 2019. 240 s.
- Anglická zahrada. [s.l.]: nakladatelství Albatros – XYZ, 2019. 408 s. ISBN 9788075977069
- Prameny Vltavy. [s.l.]: nakladatelství Host, 2021. 309 s. ISBN 9788027507412
- U severní zdi: Přišel čas platit účty za padesátá léta. [s.l.]: nakladatelství Host, 2023. 343 s. ISBN 978-80-275-1540-0[1]
- Na plný koule. [s.l.]: nakladatelství Motto, 2023. 256 s. ISBN 978-80-267-2463-6
- Ignis fatuus. [s.l.]: nakladatelství Host, 2024. 358 s. ISBN 9788027520459[2]

## Ocenění
- 2021 - Kniha Prameny Vltavy vyšla v rámci jubilejního dvacátého ročníku akce Velký knižní čtvrtek
- 2022 - Prameny Vltavy byly nominovány mezi šesti vítěznými knihami na cenu Česká kniha 2022
- 2022 - Prameny Vltavy získaly v soutěži o nejlepší českou detektivku Cena Jiřího Marka čestné uznání
- 2022 - Prameny Vltavy se umístily v rámci literárního festivalu Šumava Litera na prvním místě mezi nominovanými publikacemi na cenu Johanna Steinbrenera v kategorii Beletrie/Poezie

### Knihy v italském jazyce
- Prostitute, prostituti, prostitutti. [s.l.]: La Feltrinelli, 2015. 232 s. ISBN 9788891096401

## Hudební produkce

### Hudební alba a skupiny
- Hollywood Vampires, Marco Mendess – album Night Club 666, nahrávací studio Hacienda Miloš Dodo Doležal, 2005 Popron Records ČR
- S.E.X. Department, Marco Mendess – album S.E.X. Department, 2008 Perris Records
- S.E.X. Department, Marco Mendess – album Rock N Roll Suicide, 2009 Perris Records
- S.E.X. Department, Marco Mendess – album Rock N Roll SS, 2012
- S.E.X. Department, Marco Mendess – album Italians, 2012
- Rock N Roll Army, Marco Mendess – singly The Captain of Rock N Roll ( 2020 ), Don't ya treat me bad, Terror Training ( 2021 )